# Apamea splendida
Apamea splendida là một loài bướm đêm trong họ Noctuidae.